# 화순 예산사
화순 예산사는 대한민국 전라남도 화순군 도암면 운월리에 있는 건축물이다. 2010년 1월 7일 화순군의 향토문화유산 제44호로 지정되었다.